# Korpus Weteranów Walk o Niepodległość
Korpus Weteranów Walk o Niepodległość Rzeczypospolitej Polskiej – polska honorowa wspólnota żołnierska powołana ustawą z 14 marca 2014 o zmianie ustawy o kombatantach oraz niektórych osobach będących ofiarami represji wojennych i okresu powojennego (Dz. U. z 2014 poz. 496).

## Członkostwo
Do Korpusu automatycznie zaliczane są osoby posiadające uprawnienia kombatanckie z tytułu:
- pełnienia służby wojskowej w Wojsku Polskim lub w polskich formacjach wojskowych przy armiach sojuszniczych podczas działań wojennych prowadzonych przez Polskę na wszystkich frontach,

- pełnienia służby w polskich podziemnych formacjach i organizacjach, w tym w działających w ramach tych organizacji oddziałach partyzanckich w okresie II wojny światowej,
- pełnienia służby wojskowej w armiach sojuszniczych, a także w sojuszniczych organizacjach ruchu oporu w okresie II wojny światowej, z wyjątkiem formacji Ludowego Komisariatu Spraw Wewnętrznych ZSRR (NKWD) oraz innych specjalnych formacji, które prowadziły działalność przeciwko ludności polskiej,
- pełnienia służby w polskich podziemnych formacjach wojskowych lub organizacjach niepodległościowych na terytorium Państwa Polskiego w jego granicach sprzed dnia 1 września 1939 oraz w granicach powojennych w okresie od wkroczenia armii ZSRR do dnia 21 października 1963, jeżeli były to formacje lub organizacje stawiające sobie za cel niepodległość i suwerenność Polski,
- uczestniczenia w walkach w jednostkach Wojska Polskiego oraz zmilitaryzowanych służbach państwowych z oddziałami Ukraińskiej Powstańczej Armii oraz grupami Wehrwolfu,
- uczestniczenia w tzw. Niszczycielskich Batalionach na dawnych ziemiach polskich w województwach: lwowskim, stanisławowskim, tarnopolskim i wołyńskim w obronie ludności polskiej przed ukraińskimi nacjonalistami w latach 1944–1945,
- udziału w okresie do 31 grudnia 1945 w walkach o zachowanie suwerenności i niepodległości Państwa Polskiego w zmilitaryzowanych służbach państwowych,
- zaokrętowania marynarzy polskich w charakterze członków załogi na statku bandery własnej lub bandery koalicyjnej, przeznaczonym do działań wojennych w okresie II wojny światowej,
- uczestniczenia w latach 1914–1945 w walkach o polskość i wolność narodową Śląska, Wielkopolski, ziemi lubuskiej, Gdańska, Pomorza i Kaszub oraz Warmii i Mazur, a także innych ziem zagarniętych przez zaborców,
- brania czynnego udziału w zbrojnym wystąpieniu o wolność i suwerenność Polski w Poznaniu w czerwcu 1956, który spowodował śmierć lub uszczerbek na zdrowiu[1].

## Przywileje
Członkostwo w Korpusie potwierdzane jest legitymacją, wydawaną na wniosek członka Korpusu przez Szefa Urzędu do Spraw Kombatantów i Osób Represjonowanych. Członkowie Korpusu mogą otrzymać Karty Kombatanta. Uprawniają one do niestosowania się do niektórych znaków drogowych, dotyczących zakazu ruchu lub postoju, na zasadach określonych dla osoby niepełnosprawnej. Członkowie Korpusu mają też prawo do jednorazowego, bezpłatnego otrzymania ubioru mundurowego na własność i do noszenia go, wraz z oznakami stopni wojskowych.